# 彻默代尔
彻默代尔，是匈牙利佐洛州所辖的一个村，总面积7.79平方公里，总人口593，人口密度76.1人/平方公里（2010年1月1日）。